# Петровка (Киев)
Петро́вка (укр. Петрівка) — местность в Киеве, часть Подола, расположенная поблизости от Северного моста и станции метро «Почайна» (до 2018 года — «Петровка»). В 1920-е — 1930-е годы Подол имел название Петровка (Петровский район) — от фамилии украинского большевика, советского партийного деятеля, главы Всеукраинского центрального исполнительного комитета Г. И. Петровского.
Сразу возле станции метро расположен книжный рынок «Петровка» — крупнейший книжный рынок Киева, официальное открытие которого состоялось 1 марта 1997 года. Рядом также расположен вещевой рынок. Недалеко от выхода из метро имеется грузо-пассажирская железнодорожная станция, ранее функционировавшая и как платформа пригородных электропоездов, а с 2009 года — только как остановка киевской городской электрички. От этой же станции метро отправляются автобусы и маршрутные такси в разные районы города, а также в пригороды Киева.